# Хабуме
Хабуме (груз. ხაბუმე) — село в Грузії.
За даними перепису населення 2014 року в селі проживає 1413 осіб.